# (You're the) Devil in Disguise
(You're the) Devil in Disguise är en poplåt komponerad av Bill Giant, Bernie Baum och Florence Kaye. Låten utgavs av Elvis Presley som singel 1963. Den nådde förstaplatsen på flera europeiska singellistor, medan den i USA stannade på plats 3 på singellistan. Basrösten som hörs säga "oh yes you are" i låtens slut tillhör Ray Walker från The Jordanaires.
Låten spelades i det brittiska TV-programmet Juke Box Jury 1963 i samma program som John Lennon var gäst som jurymedlem. Programmet gick ut på att ett antal kända personer fick lyssna på nya singlar och sedan betygsätta dessa. Lennon var inte förtjust i låten och sade att "Elvis låter som Bing Crosby nu".
Första gången den medtogs på ett samlingsalbum var 1968 på Elvis' Gold Records Volume 4.

## Listplaceringar
| Lista (1963)   | Position              |
| -------------- | --------------------- |
| Danmark        | 1 (DR "Top 20")       |
| Finland        | 1                     |
| Irland         | 1                     |
| Nederländerna  | 1                     |
| Norge          | 1 (VG-lista)          |
| Storbritannien | 1                     |
| Sverige        | 1 (Kvällstoppen)      |
| Sverige        | 1 (Tio i topp)        |
| USA            | 3 (Billboard Hot 100) |
| Västtyskland   | 2                     |